# Rudolf-Virchow-Preis (DDR)

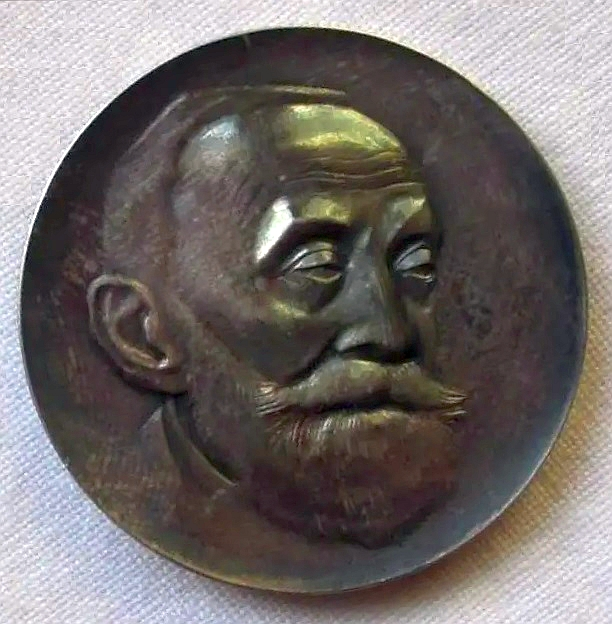
Medaille für Preisträger (Avers)

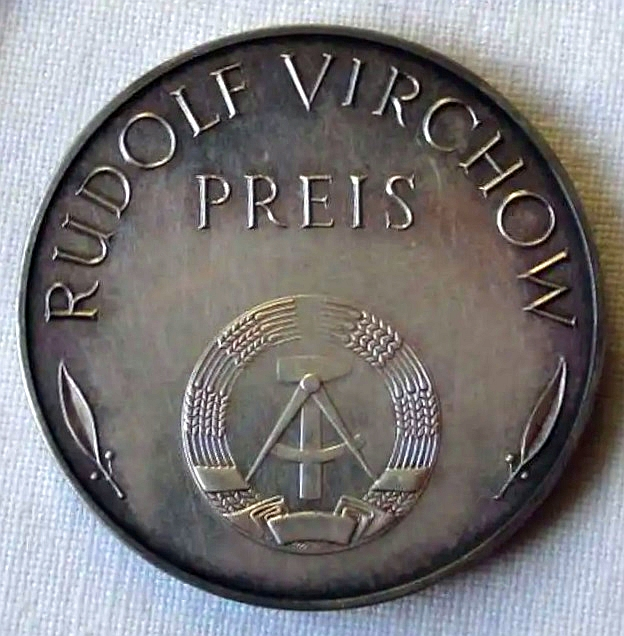
Medaille für Preisträger (Revers)

Der Rudolf-Virchow-Preis war eine staatliche Auszeichnung der DDR. Der Preis wurde am 10. November 1960 gestiftet und für besondere Leistungen auf dem Gebiet der medizinischen Literatur, der Medizintechnik und der Arzneimittelproduktion verliehen. Es konnten jährlich bis zu sechs Auszeichnungen vorgenommen werden. Zum Preis gehörten eine Etui-Medaille und eine Anstecknadel.

## Medaille für Preisträger
Die Medaille zeigt auf der Vorderseite das Porträt von Rudolf Virchow und auf der Rückseite das Staatswappen, zwei Lorbeerblätter und darüber die Worte „Rudolf-Virchow-Preis“.

## Preisträger (unvollständig)
1960
- im Kollektiv: Heinz David (Charité Berlin)[2]

1961
- Kurt Paschold, Helmutt Barthold und Joachim Walther[3]
- Hans Tichy, Kurt Seidel und Gerhard Heidelmann[3]
- Wolfgang Bethmann (Universität Leipzig)[3][4]
- Wolfgang Oelßner, Erich Brand und Kurt Rieckhoff[3]
- Hasso Eßbach (Medizinische Akademie Magdeburg)[3]
- Georg Wildführ[3]

1962
- Karl-Ludwig Schober, Fritz Struss, Rudolf Zuckermann (Universität Halle-Wittenberg)[5]
- August Sundermann (Medizinische Akademie Erfurt)[6]
- Fritz Markwardt (Medizinische Akademie Erfurt) und Gerhard Schäfer (VEB Arzneimittelwerk Dresden)[6]
- Rolf Fränkel (Bezirkskrankenhaus „Heinrich Braun“ Zwickau)[6]
- Heinrich Straßburger, Lothar Helas, Irmgard Förster, Otto Grimmer, Martin Schmidt und Erich Stier (VEB Keradenta-Werk Radeberg)[6]

1963
- zwei Kollektive und drei Einzelpersonen,[7] darunter
- Kollektiv Vertragsforschung des Physiologisch-Chemischen Instituts der Humboldt-Universität Berlin und des VEB Arzneimittelwerks Dresden (mit sieben Wissenschaftlern)[7]
- Hans-Joachim Raderecht, Kurt Lorenz[8]

1964
- Alexander Bienengräber (Universität Rostock)[9]
- Hans-Günther Niebeling[10]

1965
- Johannes Sayk (Universität Rostock)[11]
- Hans Hartung, Anita Hartung, Edelgard Hartung[11]
- Werner Buschmann, Dietrich Comberg, Peter Lommatzsch[12], Rolf Vollmar[11]
- Gerhard Misgeld, Hildegard Hesse, Jochen Baltzer[11]
- Siegfried Riemer[11]
- Konstantin Spies, Gerhard Anders, Claus-Ullrich Wagenknecht[11]

1966
- Harald Aurich (Universität Leipzig)[13][14]
- Gerhard Brüschke (Humboldt-Universität-Berlin)[13]
- Ferdinand Klimt (Städtisches Klinikum Berlin-Buch)[13]
- Gerhard Schulz (Deutsches Zentralinstitut für Arbeitsmedizin), Kurt Rublack (Deutsches Zentralinstitut für Arbeitsmedizin), Karl Schade (Kreisbetriebsarzt Stadt Erfurt), Klaus Ruppe (Referat Betriebsgesundheitswesen, Rat des Bezirkes Erfurt)[13]

1967
- Arbeitsgruppe des Institut für Serum- und Impfstoffprüfung Berlin um Günter Starke[15][16]
- Wolfgang Kaden, Manfred Richter (Universität Berlin)[15]
- Karlheinz Richter (Berlin)[15]

1968
1969
- elf Einzelpersonen[17]

1970
- Werner Köhler (Deutsche Akademie der Wissenschaften zu Berlin)[18]
- Gottfried Geiler (Universität Leipzig)[19]
- Marion Marré

1971
- Werner Jänisch, Dieter Schreiber (Erfurt)[20]
- Klaus Fuchs-Kittowski[21]
- Josef Koch
- Arno Hecht (Charité Berlin)[22]
- weitere

1972
- Gisela Jacobasch, Gottfried Dominok

1973
- 13 Einzelpersonen[23]
- Peter Langen[24]
- Wolfgang Matthäus

1974
- zwei Einzelpersonen, drei Forschungskollektive[25]
- Heinz Bielka[26]

1975
- zwei Einzelpersonen, vier Forschungskollektive[27]
- Bodo Teichmann

1976
- sieben Einzelpersonen und Forschungskollektive[28]

1977
- Rudhard Klaus Müller (Akademie der Wissenschaften der DDR, Berlin)[29]

1978
1979
- vier Einzelpersonen, vier Forschungskollektive[30]

1980
- vier Einzelpersonen, zwei Forschungskollektive[31]

Forschungskollektiv: Alfred Dorn (Magdeburg), Hans-Jürgen Hahn (Karlsburg), Hans Lippert (Berlin), Dietmar Lorenz (Berlin), Brigitte Ziegler (Karlsburg) 
- Richard Schmicker (Universität Rostock)[32]

1981
- Wolfgang Diezel (Berlin)[33]

1982
- Sieghart Dittmann
- Detlev H. Krüger
- Peter Luther
- Forschungskollektiv der Medizinischen Akademie Dresden und der Ingenieurhochschule Dresden[34]

1983
- vier Einzelpersonen, vier Forschungskollektive[35]
- Jens Reich[36]

1984
- drei Einzelpersonen, sechs Forschungskollektive[37]
- Hans-Egbert Schröder
- Reinhard Schmidt (Universität Rostock)[38]

1985
- zwei Einzelpersonen, vier Forschungskollektive[39]
- Dieter Falkenhagen (Universität Rostock)[40]
- Volker Bigl (Universität Leipzig)[41]

1986
- zwei Einzelpersonen, drei Forschungskollektive[42]
- Ulrich Schulz (Universität Rostock)

1987
- Dieter Lohmann
- Jürgen Krug
- Hans-Joachim Verlohren
- Eberhard Lampeter
- Bernd Bierwolf
- Ursula Falkenhagen (Universität Rostock)[43]

1988
- drei Einzelpersonen, sechs Forschungskollektive[44]

Forschungskollektiv: Annemarie Dunger (Karlsburg), Christiane Kauert (Karlsburg),  Beate Kuttler (Karlsburg), Silke Lucke (Karlsburg), Dieter Volk (Berlin)
- Hans-Jürgen Glander (Universität Leipzig)[44][45]
- Wolfgang Hoffmann (Bezirkskrankenhaus Cottbus)[44]
- Heidrun Schmidt (Universität Rostock)[44]
- ein Forscherkollektiv für Untersuchungen zum Energiestoffwechsel des Menschen[46]

1989
- fünf Einzelpersonen, sechs Forschungskollektive,[47] darunter:
- Günther Boehm (Universität Leipzig)[47]
- Klaus Gellert (Charité Berlin)[47]
- Joachim Rychly (Universität Rostock)[48]

unbekanntes Verleihungsjahr
- Tom Rapoport
- Tankred Schewe[49]